# Iglesia de Santa Eugenia de Berga
La iglesia de Santa Eugenia de Berga, está situada en el centro del pueblo de Santa Eugenia de Berga, en la comarca de Osona.
Construida en el siglo XI, es de estilo románico. Fue ampliada durante el siglo XII, y posteriores reformas en el año 1664 modificaron su planta con la creación de dos naves laterales. En la restauración del año 1955, se procedió al derribo de las capillas para retornar a su estructura primitiva.
Consta de planta de cruz latina con una nave única cubierta con bóveda de cañón, encabezada por un transepto donde se abren tres ábsides semicirculares con los altares dedicados a Santa Cecilia (el de la izquierda), en Santa Eugénia (el central) y a Santiago (el de la derecha). En la intersección de la nave y el transepto se levanta una cúpula sobre trompas, formando un cimborrio en el exterior, de base octogonal, sobre el que se levanta un campanario de torre de dos pisos con ventanas dobles en el primer cuerpo y triples en el segundo.
Destaca la portalada de acceso, en la fachada de poniente, con arquivoltas decoradas con motivos vegetales y dos pares de capiteles también esculpidos.
En el Museo Episcopal de Vich se conservan restos de pinturas murales y dos lipsanotecas románicas de este templo.